# Wazeba
Wazeba (pierwsza połowa IV w.) – trzeci władca afrykańskiego państwa Aksum, który bił własną monetę. Panował we wczesnym IV stuleciu. Jako jedyny bił monety z napisami w języku gyyz.
Na podstawie znalezionych monet badacz Stuart Munro-Hay wysunął hipotezę, że Wazeba mógł rządzić wspólnie z Ousanasem, ponieważ wiele monet na awersie posiada wizerunek Wazeby a na rewersie Ousanasa. 